# Länsväg U 843
Länsväg U 843 är en övrig länsväg i Sala kommun i Västmanlands län som går mellan tätorten Sala och småorten Jugansbo. Vägen är 13 kilometer lång och passerar bland annat genom byarna Ölsta och Kyllinge. Från Sala fram till vägskälet där Länsväg 845 ansluter är den asfalterad, därefter belagd med grus hela vägen fram till Jugansbo, där den åter igen är asfalterad en kortare sträcka.
Hastighetsgränsen är till större delen 70 kilometer per timme förutom inom tätorten Sala respektive inom småorten Jugansbo där den är 50.
Inom Sala tätort heter vägen Långgatan.
Vägen ansluter till:
- Riksväg 56 (vid Sala)
- Riksväg 72 (vid Sala)
- Länsväg U 845 (vid Modigsbacke)
- Länsväg U 846 (vid Ölsta)
- Länsväg U 837 (vid Ölsta)
- Länsväg U 844 (vid Jugansbo)
- Länsväg U 847 (vid Jugansbo)
- Länsväg U 838 (vid Jugansbo)